# 五十嵐三南子
五十嵐 三南子（いがらし みなこ、1963年8月7日 - ）は、東京都出身の女優。ケイエムシネマ企画所属。

## 出演

### 映画
- 連続殺人鬼 冷血（1984年）
- 331/13r.p.m ※自主映画
- 感染列島（2009年）

### テレビ
- 土曜ワイド劇場 検察事務官小錦ヤエ子2（1998年） - 浅倉信恵 役
- 特命係長 只野仁（2003年）
- 完全特捜宣言!あなたに逢いたい!
- キャッチ
- 見た目で勝負

### 舞台
- 東京ノスタルジア 15年目のラブレター（2006年）
- アンコールシアター③YAKUZA-MAN'06（2006年）
- 生きない

### CM
- INAX
- 笹岡薬品 命の母A
- ハウス食品

### VP
- 東京ガス
- 東芝
- 日本生産性本部

### Web
- アステラスファイザー製薬 リピトール

### スチール
- たかの友梨ビューティクリニック 通販カタログ

### その他
- ナムコ・ナンジャタウン 猫神旅館